# Benjamin Wade

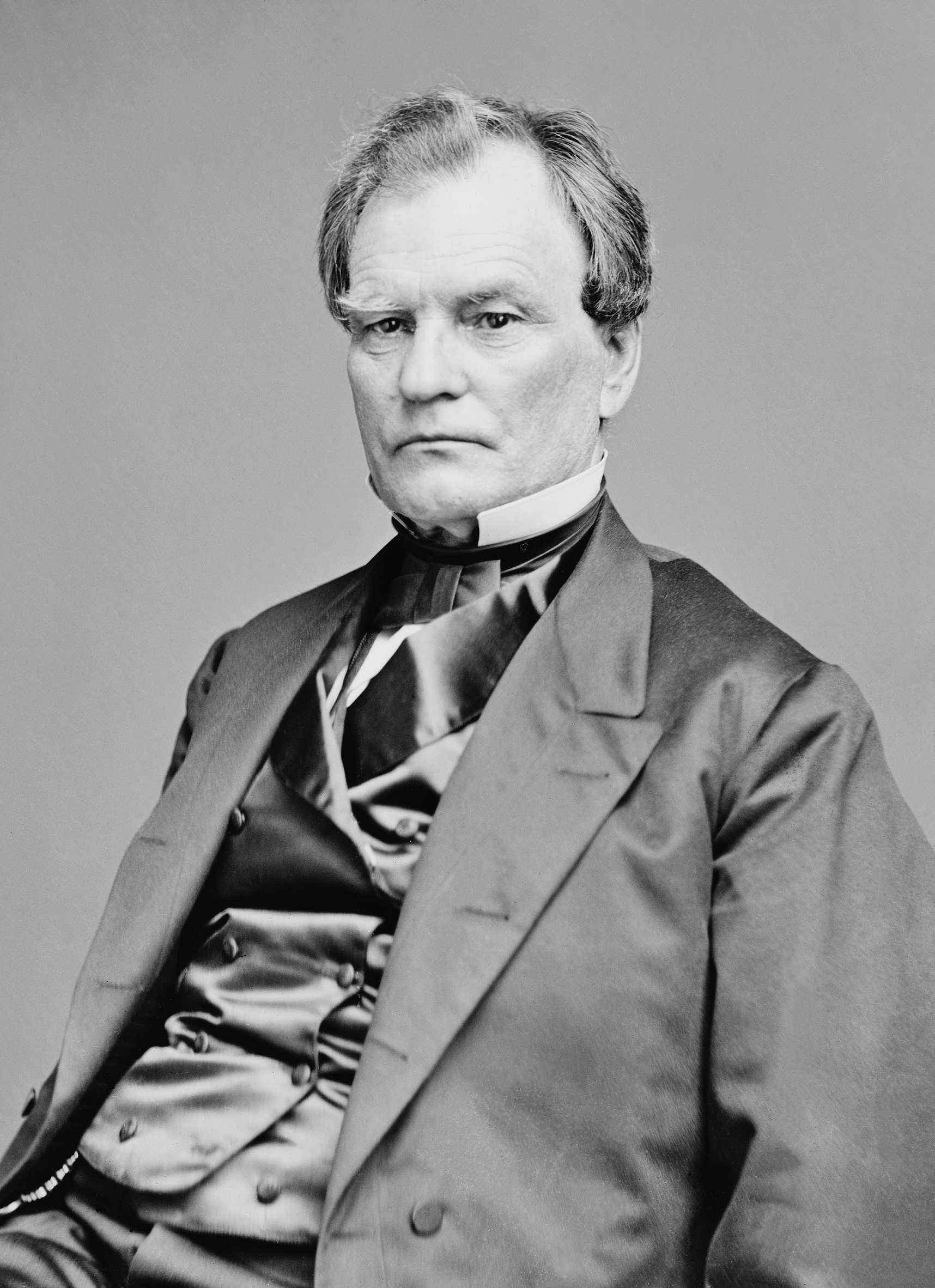
Benjamin Wade

Benjamin Franklin „Bluff“ Wade (* 27. Oktober 1800 in Springfield, Massachusetts; † 2. März 1878 in Jefferson, Ohio) war ein US-amerikanischer Politiker der United States Whig Party und der Republikanischen Partei. Von 1851 bis 1869 saß er für den Bundesstaat Ohio im US-Senat, dessen Präsident pro tempore er von 1867 bis 1869 war. 

## Biographie
Als Sohn von Mary und James Wade wurde Benjamin Wade 1800 in Springfield, Massachusetts geboren. Sein erster Job war als Hilfsarbeiter beim Bau des Eriekanals. Bevor er Jura studierte, hatte er an einer Schule unterrichtet. 1828 wurde er schließlich als Rechtsanwalt zugelassen und praktizierte fortan in Jefferson, Ohio.
1831 ging Wade eine Partnerschaft mit Joshua Reed Giddings ein. 1836 wurde er Staatsanwalt des Ashtabula County, wenig später auch Mitglied der United States Whig Party. Von 1837 bis 1842 war er Mitglied des Staatssenats von Ohio. Mit Rufus B. Panney war er anschließend wieder als Rechtsanwalt tätig. Zwischen 1847 und 1851 wurde er Richter in verschiedenen Positionen. Bei den Senatswahlen 1850 wurde Wade als Senator für Ohio in den Bundessenat gewählt. Dort saß er ab 1851. Ab 1857 war er Mitglied der Republikanischen Partei.

## Bürgerkrieg
1861 wurde Wade Vorsitzender des Ausschusses für Territorialfragen. Im Juli desselben Jahres erlebte er mit anderen Politikern die Niederlage der Union Army bei der Ersten Schlacht am Bull Run hautnah mit. Beinahe wäre er dort von der Armee der Konföderierten Staaten gefangen genommen worden. Nach seiner Rückkehr vom Schlachtfeld nach Washington, D.C. war er einer der schärfsten Kritiker der Führung der Union Army in der Schlacht. Von 1861 bis 1862 war er Vorsitzender des einflussreichen United States Congress Joint Committee on the Conduct of the War. 1862 war er wiederum als Vorsitzender des Ausschusses für Territorialfragen maßgeblich an der Abschaffung der Sklaverei in den damaligen Territorien beteiligt. Im September 1861 kritisierte er den damaligen US-Präsidenten Abraham Lincoln in einem Brief scharf: Wade warf ihm vor, in der Sklavenfrage zu handeln wie „weißer Müll, der in einem Sklavenstaat aufgewachsen sei“. Besonders ärgerte ihn, dass Lincoln wenige Afro-Amerikaner in die Union Army aufnahm. Er war dann auch maßgeblich an der Verabschiedung des Homestead Act 1862 beteiligt. In der Folgezeit blieb er ein scharfer Kritiker Lincolns.

## Amtsenthebungsverfahren von Andrew Johnson
Nachdem Abraham Lincoln ermordet worden war, rückte Andrew Johnson als neuer US-Präsident ins Amt auf. Wade war auch ihm nicht wohlgesinnt. So kritisierte er die Pläne von Johnson, die die Reconstruction vorsahen. Wade war ein starker Befürworter des 14. Zusatzartikels zur Verfassung, der sich mit dem Bürgerschaftsrecht befasst. Ebenso war er maßgeblich an der Aufnahme der Staaten Nebraska und Kansas in die Union beteiligt. 1867 wurde Wade dann Präsident pro tempore des Senats.
Weil viele Gesetze des von den Republikanern dominierten Kongresses durch Präsident Johnson nicht unterzeichnet wurden, stimmte das United States Senate Committee on the Judiciary für ein Amtsenthebungsverfahren gegen den Präsidenten. Nach der Anklage wurde Wade als einer der Senatoren eingeschworen, die gemeinsam mit dem Chief Justice das Verfahren leiten sollten. Wade wurde allerdings dafür kritisiert, dass ihn der Fortgang des Verfahrens wenig interessiert habe. Obwohl viele Senatoren der Meinung waren, Johnson sei schuldig, stimmten sie gegen eine Verurteilung, da sie verhindern wollten, dass Wade der damaligen Reihenfolge gemäß neuer Präsident werden würde. Einen Vizepräsidenten, der die Nachfolge angetreten hätte, gab es durch Johnsons Aufrücken zum damaligen Zeitpunkt nicht. Im Vorfeld der Präsidentschaftswahlen 1868 war Wade als Vizepräsidentschaftskandidat von Ulysses S. Grant im Gespräch, dieser entschied sich aber für Schuyler Colfax. 1869 schied Wade dann aus dem Senat aus.
Anschließend war er noch in der Privatwirtschaft tätig und 1876 Mitglied des Electoral College, das Grants Nachfolger Rutherford B. Hayes wählte.

## Privates
Wade war mit Caroline Marie Rosecrans verheiratet. Sie hatten zwei Kinder.
1878 starb Wade in Jefferson, Ohio, wo er bis zu seinem Tod gelebt hatte.